# Mani (bůh)

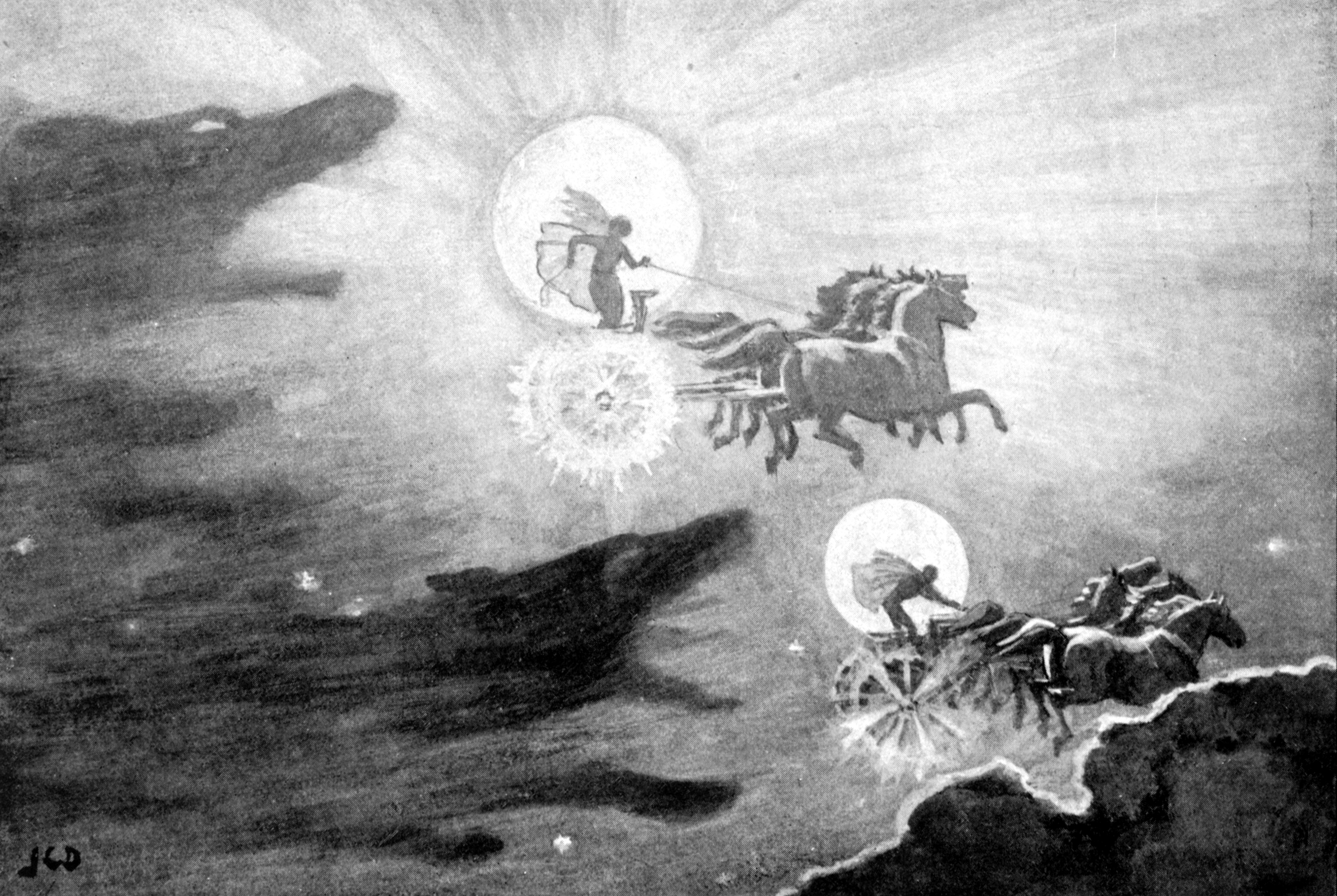
Vlci pronásledující Maniho a jeho sestru Sol (John Charles Dollman, 1909)

Mani je v severské mytologii bůh Měsíce, bratr bohyně Sol. Jeho rodiči jsou bůh Mundilfäri a bohyně Glaur. Řídí na obloze měsíční vůz, který každou noc prchá před vlkem Hatim (jiným jménem Mánagarm). Při ragnaröku vlk měsíc dožene a sežere. Je mu zasvěceno pondělí.
Ve znamení zvěrokruhu je spjat s Rakem. Jeho barva je zelená a runová litera je Ur (U).[zdroj?]